# So sánh các điện thoại Google Nexus
| Model                 | Nexus One | Nexus S | Galaxy Nexus | Nexus 4 | Nexus 5                                                                                                   | Nexus 6                                                                                            |
| --------------------- | --- | --- | --- | --- | --- | -------------------------------------------------------------------------------------------------- |
| Nhà sản xuất          | HTC | Samsung | Samsung | LG | LG | Motorola                                                                                           |
| Tình trạng            | Ngưng sản xuất | Ngưng sản xuất | Ngưng sản xuất | Ngưng sản xuất                                                                                               | Ngưng sản xuất                                                                                            | Ngưng sản xuất                                                                                     |
| Ngày phát hành        | Tháng 1 năm 2010 | Tháng 12 năm 2010 | Tháng 11 năm 2011 | Tháng 11 năm 2012                                                                                            | Tháng 10 năm 2013                                                                                         | Tháng 10 năm 2014                                                                                  |
| Ngưng sản xuất        | 19 tháng 7 năm 2010 | 24 tháng 5 năm 2012 (Sprint) 8 tháng 6 năm 2012 (Mobilicity)                                                                                       | 29 tháng 10 năm 2012 (Google Play Store)                                                                                         | 1 tháng 11 năm 2013 (Google Play Store)                                                                      | — | —                                                                                                  |
| Hình ảnh              | | | | | | |
| Phiên bản Android     | 2.1 Eclair | 2.3 Gingerbread | 4.0 Ice Cream Sandwich | 4.2 Jelly Bean                                                                                               | 4.4 KitKat                                                                                                | 5.0 Lollipop                                                                                       |
| Nâng cấp lên          | 2.3.6 Gingerbread | 4.1.2 Jelly Bean | 4.3 Jelly Bean | 5.1 Lollipop                                                                                                 | 6.0 Marshmallow                                                                                           | 7.0 N                                                                                              |
| Cập nhật cuối         | Tháng 9 2011 | Tháng 10 2012 | Tháng 7 2013 | Tháng 11 2014                                                                                                | Tháng 11 2014                                                                                             | —                                                                                                  |
| Mạng di động          | GSM 850/900/1800/1900 MHz UMTS 850/1900/2100 MHz or 900/1700/2100 MHz | GSM 850/900/1800/1900 MHz UMTS 900/1700/2100 MHz or 850/1900/2100 MHz CDMA2000 (4G version)                                                        | GSM 850/900/1800/1900 MHz UMTS 850/900/1700/1900/2100 MHz LTE 1900 MHz (phiên bản LTE)                                           | GSM 850/900/1800/1900 MHz UMTS 850/900/1700/1900/2100 MHz LTE 1700 MHz hardware (vô hiệu hóa trong phần mềm) | GSM 850/900/1800/1900 MHz UMTS 850/900/1700/1900/2100 MHz LTE                                             | TBA                                                                                                |
| Tốc độ dữ liệu        | GPRS Class 10 HSUPA 2 Mbit/s HSDPA 7.2 Mbit/s | HSUPA 5.76 Mbit/s HSDPA 7.2 Mbit/s WiMAX (bản 4G)                                                                                                  | HSUPA 5.76 Mbit/s HSDPA 21 Mbit/s                                                                                                | HSDPA 42 Mbit/s HSPA+ DC-HSPA+                                                                               | HSDPA 42 Mbit/s HSPA+ DC-HSPA+                                                                            | TBA                                                                                                |
| Kích thước            | 119 mm (4,7 in) H 59,8 mm (2,35 in) W 11,5 mm (0,45 in) D | 123,9 mm (4,88 in) H 63,0 mm (2,48 in) W 10,8 mm (0,43 in) D                                                                                       | 135,5 mm (5,33 in) H 67,94 mm (2,675 in) W 8,94 mm (0,352 in) D 9,47 mm (0,373 in) D (LTE)                                       | 133,9 mm (5,27 in) H 68,7 mm (2,70 in) W 9,1 mm (0,36 in) D                                                  | 137,84 mm (5,427 in) H 69,17 mm (2,723 in) W 8,59 mm (0,338 in) D                                         | 159,26 mm (6,270 in) H 82,98 mm (3,267 in) W 10,06 mm (0,396 in) D                                 |
| Khối lượng            | 130 g (4,6 oz) | 129,0 g (4,55 oz) bản AMOLED, 140,0 g (4,94 oz) bản Super Clear LCD                                                                                | 135 g (4,8 oz) | 139 g (4,9 oz)                                                                                               | 130 g (4,6 oz)                                                                                            | 184 g (6,5 oz)                                                                                     |
| Chipset               | Qualcomm Snapdragon 8250 | Samsung Exynos 3 | Texas Instruments OMAP 4460 | Qualcomm Snapdragon S4 Pro                                                                                   | Qualcomm Snapdragon 800                                                                                   | Qualcomm Snapdragon 805                                                                            |
| CPU                   | 1 GHz Qualcomm Scorpion | 1 GHz lõi đơn ARM Cortex-A8 | 1.2 GHz lõi kép ARM Cortex-A9 | 1.5 GHz lõi tứ Qualcomm Krait                                                                                | 2.3 GHz lõi tứ Qualcomm Krait 400                                                                         | 2.7 GHz lõi tứ Qualcomm                                                                            |
| Đồ họa                | Qualcomm Adreno 200 | 200 MHz PowerVR SGX 540 GPU | 384 MHz PowerVR SGX540 | Qualcomm Adreno 320                                                                                          | Qualcomm Adreno 330                                                                                       | Qualcomm Adreno 420                                                                                |
| RAM                   | 512 MB | 512 MB | 1 GB | 2 GB | 2 GB | 3 GB                                                                                               |
| Bộ nhớ trong          | 512 MB (190 MB bộ nhớ ứng dụng) | 16 GB iNAND (được phân 1 GB bộ nhớ trong) | 16 hoặc 32 GB | 8 hoặc 16 GB                                                                                                 | 16 hoặc 32 GB                                                                                             | 32 hoặc 64 GB                                                                                      |
| Bộ nhớ mở rộng        | Khe microSDHC (hỗ trợ tối đa 32 GB) | Không | Không | Không | Không | Không                                                                                              |
| Khả năng kết nối      | 3.5 mm TRRS A-GPS Bluetooth v2.1 + EDR micro USB 2.0 Wi-Fi IEEE 802.11b/g/n                                                                                               | Bổ sung: NFC | Bổ sung: DLNA USB On-The-Go MHL Bluetooth (3.0, 4.0 tương thích phần cứng) Wi-Fi 802.11a/b/g/n                                   | Bổ sung: SlimPort-HDMI                                                                                       | Còn có: 802.11a/b/g/n/ac USB On-The-Go                                                                    | TBA                                                                                                |
| WLAN/BT               | Broadcom BCM4329 | Broadcom BCM4329 | Broadcom BCM4330 | Qualcomm | Broadcom BCM4339                                                                                          | TBA                                                                                                |
| GPS                   | Qualcomm | | CSR GSD4T 9600 | Qualcomm | Qualcomm                                                                                                  | TBA                                                                                                |
| NFC                   | — | | NXP PN65N | BCM20793S | BCM20793M                                                                                                 | TBA                                                                                                |
| Pin                   | Pin Li-ion rời 1400 mAh | Pin Li-ion rời 1500 mAh | Pin rời 1750 mAh (phiên bản HSPA+) 1850 mAh (phiên bản LTE)                                                                      | Pin polyme Lithium 2100 mAh                                                                                  | Pin polyme Lithium 2300 mAh                                                                               | |
| Phím phía trước       | Phím cảm ứng điện dung | Phím cảm ứng điện dung | Cảm ứng trên màn hình | Cảm ứng trên màn hình                                                                                        | Cảm ứng trên màn hình                                                                                     | Cảm ứng trên màn hình                                                                              |
| Tính năng mới         | Đa chạm cảm ứng điện dung gia tốc kế 3 chiều A-GPS Cảm ứng ánh sáng Microphone Compa điện tử Cảm biến khoảng cách Nút nhấn Banh lăn                                       | Phím chạm điện dung Compa điện tử Điểm phát sóng WiFi Truyền Internet qua USB Lớp hiển thị khử dầu SIP VoIP bỏ banh lăn                            | Áp kế Compa điện tử 3 chiều Micro kép để khử nhiễu chủ động Wi-Fi Direct Lớp hiển thị khử dầu                                    | Sạc không dây Patented Crystal Reflection Process                                                            | LTE, 802.11 a/b/g/n/ac Wi-Fi Tổng hợp các bước phát hiện và đếm Gorilla Glass 3 Loại bỏ lớp kính đằng sau | TBA                                                                                                |
| Hiển thị              | Khi ra mắt: AMOLED Về sau: SuperLCD 3,7 in (94 mm) 480×800 px 254 ppi (0.38 Megapixels) Tỷ lệ 3:5 WVGA 24-bit màu Tỷ lệ tương phản 100.000:1 contrast tỷ lệ phản hồi 1 ms | 800×480 px (0,37 megapixel), 4,0 in (10 cm) đường chéo (2.06×3.43 in), 233 ppi, WVGA Super AMOLED PenTile hoặc hiển thị Super Clear LCD (GT-i9023) | 4,65 in (118 mm) đường chéo HD Super AMOLED với Ma trận RGBG (PenTile) 1280×720 px *(316ppi) tỷ lệ 16:9 thời gian phản hồi 10 µs | 4,7 in (120 mm) đường chéo "TrueHD+" IPS với Corning Gorilla Glass 2 1280×768 px (320 ppi) tỷ lệ 15:9        | 4,95 in (126 mm) đường chéo "TrueHD+" IPS 1080x1920 px (445 ppi) tỉ lệ 9:16                               | 5,96 in (151 mm) AMOLED 1.440x2.560 px (493 ppi) tỉ lệ 9:16                                        |
| Camera mặt sau        | 5 megapixel (2.560×1.920) LED flash quay video 720×480 với 20 fp/s hoặc cao hơn                                                                                           | 5 megapixel (2.560×1.920) LED flash | 5 MP (2.592×1.936) zero shutter lag, LED flash đơn quay video 1080p (1.920×1.080 @ 24 fps)                                       | 8 MP (3.264×2.448) cảm viến chiếu sáng với LED flash, quay video 1080p @ 22 fp/s                             | 8 MP (3.264×2.448) quay video 1080p (1.920x1.080) @ 30 fps LED flash Ổn định hình ảnh                     | 13 MP sensor Ổn định hình ảnh quang học Dual LED ring flash f/2.0 aperture quay video 4K tại 30fps |
| Camera mặt trước      | — | 0.3 MP (640×480) | 1.3 MP quay video 720p (1.280x720) @ 30fps                                                                                       | 1.3 MP quay video 720p (1.280x720) @ 30fps                                                                   | 1.3 MP quay video 720p (1.280x720) @ 30fps                                                                | 2 MP                                                                                               |
| Loại SIM              | Mini-SIM | Mini-SIM | Mini-SIM | Micro-SIM | Micro-SIM                                                                                                 | Nano-SIM                                                                                           |
| Định dạng phương tiện | Audio AAC, AAC+, eAAC+, AMR-NB, AMR-WB, MP3, MIDI, OGG, WAV Image BMP, GIF, JPEG, PNG Video H.263, H.264, MPEG-4 SP                                                       | Audio AAC, AAC+, eAAC+, AMR, AMR-NB, MP3, OGG Video H.264, H.263, MPEG-4, VP8                                                                      | Audio AC3, eAAC+, FLAC, MP3, Vorbis, WAV Video H.263, H.264, MP4, WebM                                                           | Audio AAC, AC3, AAC+, eAAC+, MIDI, MP3, WAV Video H.263, H.264, MP4                                          | Audio AAC, AC3, AAC+, eAAC+, MIDI, MP3, WAV Video H.263, H.264, MP4                                       | TBA                                                                                                |
| Tham khảo             | [ 21 ] [ 24 ] [ 25 ] [ 26 ] [ 27 ] [ 28 ] | | | [ 29 ] | [ 30 ] | [ 31 ]                                                                                             |